# Cyanosesia
Cyanosesia is een geslacht van vlinders uit de familie wespvlinders (Sesiidae), onderfamilie Sesiinae.
Cyanosesia is voor het eerst wetenschappelijk beschreven door Gorbunov & Arita in 1995. De typesoort is Cyanosesia tonkinensis.

## Soorten
Cyanosesia omvat de volgende soorten:
- Cyanosesia borneensis Kallies, 2003
- Cyanosesia cyanolampra (Diakonoff, 1968)
- Cyanosesia cyanosa Kallies & Arita, 2004
- Cyanosesia formosana Arita & Gorbunov, 2002
- Cyanosesia hypochalcia (Hampson, 1919)
- Cyanosesia javana Gorbunov & Kallies, 1998
- Cyanosesia litseavora Kallies & Arita, 2004
- Cyanosesia meyi Kallies & Arita, 1998
- Cyanosesia ormosiae Kallies, 2011
- Cyanosesia pelocroca (Diakonoff, 1968)
- Cyanosesia philippina Gorbunov & Kallies, 1998
- Cyanosesia tonkinensis Gorbunov & Arita, 1995
- Cyanosesia treadawayi Kallies & Arita, 1998
- Cyanosesia vietnamica Gorbunov & Arita, 1995